# XML-Datenbank
Der Begriff XML-Datenbank charakterisiert die Eigenschaft einer Datenbank oder eines Datenbankverwaltungssystems, mit XML ausgezeichnete Dokumente speichern und durchsuchen zu können.

## Einordnung
XML ist eine Auszeichnungssprache zur Strukturierung textorientierter Informationen. XML-Datenbanken gehören deshalb zu den dokumentenorientierten Datenbanken.
Zur Abfrage und Modifikation von XML-Datenbanken werden oft Techniken eingesetzt, die über den SQL-Standard hinausgehen bzw. diesen vollkommen ersetzen. Im weiteren Sinne gehören sie deshalb auch in die Gruppe der NoSQL-Systeme. Die von XML-Datenbanken eingesetzten Datenbankmodelle unterscheiden sich in relationale, objektorientierte oder proprietäre Techniken.

## XML-Empfehlungen
Das W3C publizierte nach der breiten Akzeptanz von XML weitere Empfehlungen, die von XML-Datenbanksystemen mehr oder weniger unterstützt werden:
- XPath. Sprache, um Knoten in XML-Dokumenten zu adressieren.
- XSLT. Transformationssprache, um XML-Dokumente in andere Formate zu konvertieren.
- XQuery. Abfragesprache, um XML-Strukturen zu durchsuchen.
- XQuery and XPath Data Model (XDM). Einführung von Datentypen.
- XQuery Fulltext. Erweiterung von XQuery und XPath um Volltextsuche.
- XQuery Update. Erweiterung von XQuery um die Möglichkeit, Daten zu modifizieren.

## Vergleich mit SQL
Was in relationalen Datenbanksystemen SQL (zur Abfrage und Manipulation) ist, ist bei XML-Datenbanken vor allem XPath, XQuery und XQuery Update. Zur Transformation und Darstellung der XML-Daten können wiederum XQuery oder XSL (XSLT, XSL-FO) verwendet werden.

## Implementierungen
Generell lassen sich zwei Formen der Implementierung unterscheiden.
- XML-enabled: Herkömmliche Datenbanksysteme (z. B. Relationale Datenbanksysteme), die eine Zuordnung auf oder in das XML-Format erlauben. Man bezeichnet diese Vorgehensweise als datenorientiert. Die Abfrage und Modifikation erfolgt mit den Mitteln des Datenbanksystems (z. B. SQL).
- Native XML-Datenbanksysteme: Diese haben eigene, für XML-Dokumente optimierte Speicher- und Indizierungstechnologien entwickelt. Die Abfrage und Modifikation erfolgt mit standardisierten oder proprietären Methoden.

### Native XML-Datenbanken
| Name            | Hersteller                 | Kosten               | Produktbeschreibung |
| --------------- | -------------------------- | -------------------- | --- |
| BaseX           | BaseX Team                 | Open Source Download | - XQuery 3.1, XPath 2.0, XQuery Update, XQuery Full Text - XSLT 1.0 (integriert), XSLT 2.0 (über Saxon), JSON, HTML5, SQL - interaktive und benutzerfreundliche GUI - Interfaces: REST, WebDAV, XML:DB, XQJ, 15 weitere Programmiersprachen - Schwerpunkt auf Performance und Skalierbarkeit |
| Berkeley DB XML | Oracle                     | kostenlos Download   | … |
| eXist-db        | eXist-db Team              | Open Source Download | - XQuery 1.0, XPath 2.0, teilweise XQuery 3.0 - XSLT 1.0 (integriert), XSLT 2.0 (über Saxon) - HTTP-Interfaces: REST, WebDAV, SOAP, XML-RPC, and Atom Publishing Protocol - XML database specific: - XMLDB - XUpdate - XQuery Update Extension                                               |
| MonetDB/XQuery  | monetdb Team               | Open Source Download | Entwicklung der XQuery Erweiterung auf dem Stand von Mai 2011 "eingefroren" |
| Sedna           | Sedna Team                 | Open Source          | Feature-List |
| Xindice         | Apache Software Foundation | Open Source Download | - Weiterführung dbXML Core (Dez. 2001) - nutzt X-Path als Abfragesprache - XML:DB X-Update für Aktualisierungen - XML:DB API durch Java - besitzt XML-RPC API - wird seit August 2011 nicht mehr weiterentwickelt                                                                            |

### XML-enabled Datenbanken
- Db2 (pureXML, XML  Extender)
- Microsoft SQL Server
- Oracle Database